# Get There
Get There (2005) è il secondo album della rock band dei Bôa.

## Il disco
L'album non si discosta molto dal sound del precedente lavoro rivelando però una struttura più omogenea. Quasi tutte le canzoni sono accompagnate da una chitarra acustica e diverse distorsioni dovute a chitarre elettriche ed effetti digitali.
Le canzoni mantengono l'atmosfera rock di Twilight e presentano ritornelli piuttosto aggressivi come Wasted o A Girl, anche se poi si passa a sound più morbidi come nella ballata Older o in Passport e canzoni che si discostano dal resto del lavoro come Daylight (in cui vengono cantati due testi contemporaneamente creando un effetto ipnotico) o On the Wall, con un beat più veloce e allegro.

## Tracce
1. Angry - 3:42
2. Get There - 4:33
3. Wasted - 3:52
4. Believe Me - 2:51
5. Courage - 5:08
6. A Girl - 4:40
7. Daylight - 5:23
8. America - 4:08
9. Older - 3:17
10. Passport (C.W.B. always with me) - 5:10
11. Standby - 5:18
12. On the Wall - 3:08